# لائورتا مازیه‌رو
لائورتا مازیه‌رو (ایتالیایی: Lauretta Masiero؛ ۲۵ اکتبر ۱۹۲۷–۲۳ مارس ۲۰۱۰) بازیگر، هنرمند رقص، مجری تلویزیون و خواننده اهل ایتالیا بود.
از فیلم‌ها یا برنامه‌های تلویزیونی که وی در آن نقش داشته است، می‌توان به سفر کاپیتان فراکاسا و در پاسگاه پلیس رخ داد اشاره کرد.